# Songshan Puji
Songshan Puji (chiń. 嵩山普寂, pinyin Sōngshān Pǔjì; kor. 숭산보적 Sungsan Pojŏk; jap. Sūzan Fujaku; wiet. Tung Sơn Phổ Tịch; ur. 651, zm. 739) – chiński mistrz chan Północnej szkoły chanu (chiń. „nanzong chan”), uczeń Yuquana Shenxiu.

## Życiorys
Pochodził z rodziny o tradycjach pustelniczych. Jako dziecko wykazywał się dużymi zdolnościami i studiował tradyjne chińskie przedmioty – najpewniej więc chińską klasykę, kanon konfucjański oraz teksty taoistyczne.
Jego studia buddyjskie zaczęły się w Daliang (w tej samej okolicy, z której pochodził Shenxiu). Szczególnie mocno zainteresowany był Sutrą Lotosu, teoriami jogaczary, Traktatem o przebudzeniu wiary w mahajanie oraz innymi śastrami (traktatami).
Nowicjuszem został w Luoyangu u nauczyciela Duana. Następnie studiował Winaję w nauczyciela Jinga z Nanquan w pow. Guichi prowincji Anhui. W 688 r. przyjął mnisią ordynację, także u Jinga, który przeprowadził ceremonię.
Po zdecydowaniu, że pragnie poświęcić się praktyce medytacji, Puji udał się do mistrza Luzhou Faru (638–689) z klasztoru Szaolin. Ponieważ mistrz ten już zmarł, następnego dnia poszedł do klasztoru Yuquan, w którym opatem był wówczas Shenxiu.
Pod jego kierunkiem Puji praktykował przez 5 lat. Studiował także takie sutry jak Siyi jing i Lankavatara Sutra. Po kolejnych 2 latach, kiedy był posłańcem mistrza, Puji około 696 r. przeniósł się na górę Song. Jego oficjalna ordynacja odbyła się w latach 701–705, po której został zarejestrowany w klasztorze Songyue.
Po śmierci Shenxiu został oficjalnie wyznaczony na lidera uczniów zmarłego mistrza. Z informacji biograficznych wynika, że pozycję tę odrzucił. Jednak olbrzymia liczba uczniów, którą przyciągnął później, zdaje się świadczyć, że ostatecznie stanowisko to przyjął.
W 725 r. Puji przeniósł się do klasztoru Jingai w Luoyangu. W tym czasie Laoshan Yifu (661–736) wraz z cesarzem Xuanzongiem przebywali w Luoyangu i Puji został wyznaczony opatem klasztoru Xingtang w tej stolicy.
W 735 r. Puji udał się ponownie do Chang’anu, gdzie zgromadził na wykładach wielką liczbę „dobrze urodzonych” ludzi. Prawdopodobnie przebywał także u mistrza Yifu w końcowych godzinach jego życia.
W 739 r. powrócił do klasztoru Xingtang, w którym spędził resztę życia.

## Znaczenie mistrza
Puji jest uważany za najważniejszego ucznia mistrza Shenxiu.
W czasie swojej 30-letniej kariery mistrza chan miał, według tekstu z 772 r., 10 000 uczniów, z czego 63 było głównymi uczniami. Informacje zachowały się zaledwie o kilku. Jego działalność spowodowała, że mimo ataku na mistrza Shenxiu i całą północną szkołę ze strony mistrza Hezego Shenhui w 730 r., szkoła północna rozrastała się przez cały VIII w. i aż do początku wieku X.
Co więcej, dwóch jego uczniów, Nanyue Mingcan i Daoxuan, działało na południu. W następnym pokoleniu z 14 mistrzów, o których zachowały się informacje, aż 9 działało na południu.
Mistrz winai i ogólnie bardzo wszechstronny buddysta – Daoxuan – przeniósł m.in. nauki szkoły północnej do Japonii, jednak kraj ten na dojrzenie do chanu (jap. zenu) potrzebował jeszcze 500 lat.

## Linia przekazu Dharmy zen
Pierwsza liczba oznacza liczbę pokoleń od Pierwszego Patriarchy chan w Indiach Mahakaśjapy.
Druga liczba oznacza liczba pokoleń od Pierwszego Patriarchy chan w Chinach Bodhidharmy.
Trzecia liczba oznacza początek nowej linii przekazu w innym kraju.
- 28/1. Bodhidharma (zm. 543?)
  - 29/2. Dazu Huike (487–594)
    - 30/3. Jianzhi Sengcan (zm. 606)
      - 31/4. Dayi Daoxin (579–651)
        - 32/5. Niutou Farong (594–657) szkoła niutou
        - 32/5/1. Pŏmnang Korea – wprowadzenie chanu (kor. sŏn)
        - 32/5. Daman Hongren (601–674)
          - 33/6. Yuquan Shenxiu (606–706)(także Datong) północna szkoła chan
            - 34/7. Yushan Huifu
            - 34/7. Songshan Jingxian (660–723)
            - 34/7. Laoshan Yifu (658–736)
              - 35/8. Huiyun

            - 34/7. Xiangmo Zang
            - 34/7. Jiangma Zang
              - 35/8. Moheyan Tybet

            - 34/7. Songshan Puji (651–739)
              - 35/8. Hongzheng
              - 35/8. Yi Xing (685–727)
              - 35/8. Lingzhuo (691–746)
              - 35/8. Nanyue Mingzan
              - 35/8/1. Taejo Chigong (703–779) Korea
              - 35/8. Jingzou Shizang (714–810)
                - 36/9/1. Sinhaeng (704–779) Korea

              - 35/8. Daoxuan (702–760)
                - 36/9/1. Gyōhyō (722–797) Japonia
                  - 37/10/2. Dengyō Daishi (Saichō) (767–822)